# Aleksis Kivi

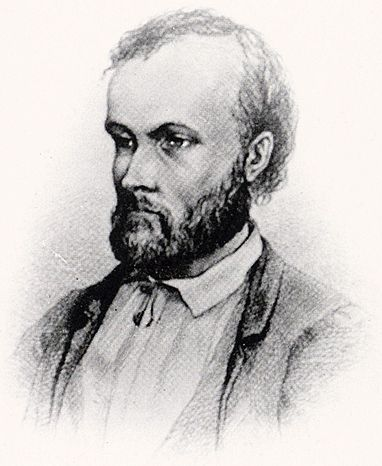
Aleksis Kivi

Aleksis Kivi, geboren Alexis Stenvall (Palojoki, 10 oktober 1834 – Tuusula, 31 december 1872) was een Finse schrijver. Kivi wordt wel de vader van de Finse literatuur genoemd. Van zijn werken zijn de roman De zeven gebroeders (Seitsemän veljestä) en het toneelstuk Nummisuutarit (De schoenmakers op de heide) het bekendst. Hij is in Finland de schrijver des vaderlands.
Aleksis Kivi werd in 1834 geboren als Aleksis Stenvall in het dorpje Palojoki in de gemeente Nurmijärvi. Hij was de zoon van kleermaker Erik Johan Stenvall en diens vrouw Anna-Kristiina Hamberg. Hij was de vierde zoon. Hij had ook een zus die op 13-jarige leeftijd stierf.
In 1846, toen hij 11 was, verhuisde hij naar Helsinki om naar school te gaan. Hij leerde hier Zweeds wat een voorwaarde was om later verder te studeren en om priester te worden. In 1852 moest hij wegens geldgebrek de school verlaten. Met de hulp van een oudere vriend rondde hij in 1857 zijn opleiding alsnog af.
In 1859 wordt Kivi toegelaten tot de Universiteit van Helsinki, waar hij literatuur studeert en interesse in theater ontwikkelt. Zijn eerste toneelstuk Kullervo is gebaseerd op tragisch verhaal uit de Kalevala.
Van 1863 wijdde Kivi al zijn tijd aan schrijven. Over zijn roman De zeven gebroeders deed hij 10 jaar.
In de jaren 1870 raakte Kivi verslaafd aan alcohol en leed hij aan schizofrenie. Hij werd opgenomen in een ziekenhuis (Lapinlahti) voor geesteszieken in Helsinki. Een van de zaken die bijdroegen aan zijn verval was de slechte ontvangst van zijn in 1870 verschenen roman De zeven gebroeders. In 1872 verhuisde hij naar zijn broer in Tuusula. Enige maanden later stierf hij op 38-jarige leeftijd. Beweerd wordt dat zijn laatste woorden "Minä elän!" (Ik leef!) waren.
In Finland wordt elk jaar op de geboortedag van de schrijver des vaderlands, 10 oktober, de Aleksis Kivi-dag gevierd. Op deze dag wordt de vlag uitgestoken. Tot in de jaren zestig van de twintigste eeuw was het een vrije dag voor scholieren.

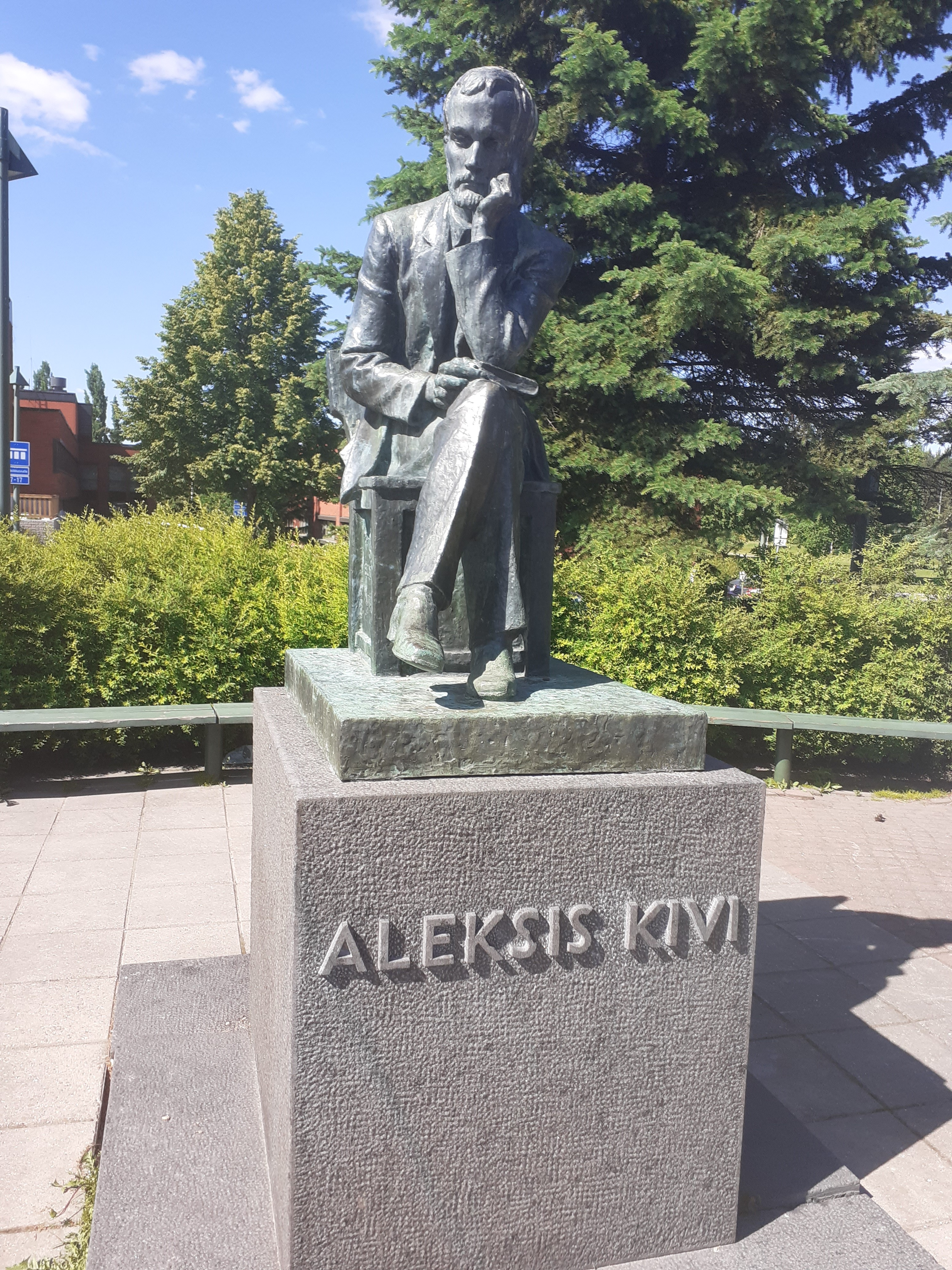
Een standbeeld van Aleksis Kivi in Nurmijärvi

## Biografie

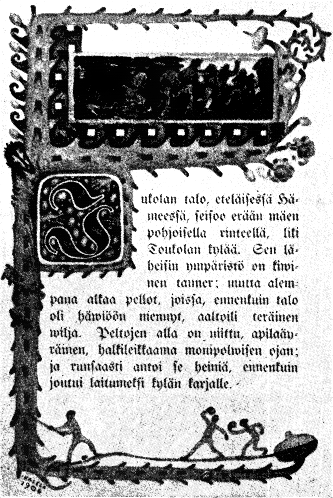
Eerste bladzijde uit Aleksis Kivi's roman"Seitsemän veljestä"

## Biografie[1]

### Toneelstukken (op alfabetische volgorde)
- Alma, geschreven 1869, uitgegeven 1916
- Bröllopsdansen på ljungheden, manuscript van Nummisuutarit in het Zweeds
- Canzio, waarschijnlijk geschreven tussen 1867-1869, in zijn geheel uitgegeven 1916
- Karkurit, 1865
- Kihlaus, 1866
- Kullervo, 1864
- Margareta, 1871
- Lea, 1869
- Leo ja Liina, geschreven 1867, uitgegeven 1878
- Nummisuutarit, 1864
- Olviretki Schleusingenissä, geschreven 1866, uitgegeven 1916
- Selman juonet, onvoltooid 1916
- Yö ja Päivä, 1867

### Romans
- Seitsemän veljestä, 1870 (vertaald als De zeven broers, 2017)

### Gedichtenbundels
- Kanervala, 1866

### Liederen
- Seitsemän miehen voima

### Korte verhalen
- Koti ja kahleet, 1878
- Eriika, geschreven 1859, uitgegeven 1922